# Плён (район)
Плён (нем. Plön) — район в Германии. Центр района — город Плён. Район входит в землю Шлезвиг-Гольштейн. Занимает площадь 1082,71 км². Население — 135 469 чел. Плотность населения — 125 человек/км².
Официальный код района — 01 0 57.
Район подразделяется на 86 общин.

## Города и общины
1. Клаусдорф (6 029)
2. Лабё (5 316)
3. Лютенбург (5 710)
4. Плён (12 938)
5. Прец (15 816)
6. Райсдорф (7 630)
7. Шёнберг (6 496)

Управления
Управление Бокхорст
1. Бёнебюттель (2 042)
2. Гросхарри (567)
3. Рендсвюрен (793)
4. Шилльсдорф (896)
5. Тасдорф (363)

Управление Гроссер-Плёнер-Зее
1. Ашеберг (3 168)
2. Бёсдорф (1 618)
3. Дерзау (923)
4. Дёрник (283)
5. Гребин (1 025)
6. Калюббе (597)
7. Лебраде (632)
8. Немтен (284)
9. Ранцау (330)
10. Ратенсдорф (516)
11. Витмольдт (181)

Управление Лютенбург-Ланд
1. Беренсдорф (604)
2. Блекендорф (1 799)
3. Даннау (683)
4. Гикау (1 130)
5. Хельмсторф (328)
6. Хёгсдорф (433)
7. Хоэнфельде (1 067)
8. Ховахт (881)
9. Кирхнюхель (197)
10. Кламп (788)
11. Клеткамп (143)
12. Панкер (1 597)
13. Швартбук (869)
14. Тодендорф
15. Трёндель (405)

Управление Прец-Ланд
1. Бармиссен (186)
2. Бокзее (479)
3. Боткамп (302)
4. Гросбаркау (197)
5. Хонигзее (458)
6. Кирхбаркау (757)
7. Клайн-Баркау (264)
8. Кюрен (681)
9. Лемкулен (1 510)
10. Лёптин (300)
11. Неттельзее (385)
12. Понсдорф (490)
13. Постфельд (474)
14. Расторф (873)
15. Шелльхорн (1 644)
16. Вальсторф (534)
17. Варнау (375)

Управление Пробстай
1. Барсбек (645)
2. Бендфельд (250)
3. Бродерсдорф (448)
4. Фарен (148)
5. Фифберген (596)
6. Хёндорф (360)
7. Кён (855)
8. Крокау (475)
9. Крумбек (343)
10. Луттербек (388)
11. Пассаде (287)
12. Прасдорф (462)
13. Пробстайерхаген (1 993)
14. Штакендорф (439)
15. Штайн (863)
16. Вендторф (1 125)
17. Виш (749)

Управление Шрефенборн
1. Хайкендорф (8 192)
2. Мёнкеберг (3 640)
3. Шёнкирхен (6.455)

Управление Зелент/Шлезен
1. Доберсдорф (1 222)
2. Фаргау-Пратяу (806)
3. Ламмерсхаген (298)
4. Мартенсраде (993)
5. Мухельн (631)
6. Шлезен (520)
7. Зелент (1 338)
8. Штольтенберг (338)

Управление Ванкендорф
1. Белау (344)
2. Рувинкель (1 055)
3. Штольпе (1 337)
4. Ванкендорф (2 968)

## Гидрография
- Гросер-Плёнер-Зе — озеро